# Campeonato Mundial de Luge de 1958
O Campeonato Mundial de Luge de 1958 foi a 3ª edição da competição e foi disputada entre os dias 1 e 2 de fevereiro de 1958 na cidade de Krynica, Polônia.

## Medalhistas
| Evento                        | Ouro                                                    | Prata                                       | Bronze                                    |
| Individual masculino detalhes | POL Jerzy Wojnar                                        | POL Ryszard Pedrak                          | AUT Reinhold Frosch                       |
| Individual feminino detalhes  | POL Maria Somczyezek                                    | POL Helena Boether                          | POL Barbara Gorgon                        |
| Duplas detalhes               | FRG Alemanha Ocidental Fritz Nachmann Josef Strillinger | POL Polônia Jerzy Koszia Janina Suszczewska | POL Polônia Ryszard Pedrak Halina Lacheta |

## Quadro de medalhas
| Ordem | País               |   |   |   |   |
| 1     | Polónia            | 2 | 3 | 2 | 7 |
| 2     | Alemanha Ocidental | 1 |   |   | 1 |
| 3     | Áustria            |   |   | 1 | 1 |